# یواس‌اس وردن (سی‌جی-۱۸)
یواس‌اس وردن (سی‌جی-۱۸) (به انگلیسی: USS Worden (CG-18)) یک کشتی بود که طول آن ۵۳۳ فوت (۱۶۲ متر) بود. این کشتی در سال ۱۹۶۲ ساخته شد.